# Palazzo Arcivescovile (Benevento)
Il Palazzo Arcivescovile di Benevento, ricostruito dopo la seconda guerra mondiale, si trova in Piazza Orsini.

## Il vecchio palazzo
Costruito fra il IX ed il X secolo, diversi lavori effettuarono il cardinale Francesco Maria Banditi e il cardinale Camillo Siciliano di Rende.
Fra i diversi restauri effettuati, inutili in vista dell'attacco lanciato nel settembre 1943, dove le bombe distrussero buona parte della chiesa, si ricorda quella effettuata dall'arcivescovo Benedetto Bonazzi nel 1904: dove fra pavimenti in mosaico alla veneziana faceva sfoggio un busto marmoreo alla memoria di Leone XIII.

## Il palazzo moderno
Il nuovo palazzo arcivescovile è stato ricostruito adiacente al nuovo Duomo di Benevento negli anni cinquanta, su progetto dell'architetto Paolo Rossi De Paoli. Interessanti il busto di Benedetto XIII di P. Bracci e i leoni nel cortile, che ornavano il portale del vecchio palazzo.
Il palazzo ospita la Biblioteca Capitolare, dove sono stati salvati pergamene e codici miniati, tra cui l'Obituario di S. Spirito (1198), fonte inestimabile di notizie sul passato della città. Vi si trova inoltre un'altra biblioteca storica, la Biblioteca Arcivescovile Pacca.
Nel Museo Diocesano è conservato inoltre quanto rimane del tesoro della cattedrale: la Cattedra di San Barbato (XI secolo, con rifacimenti gotici), oggetti in metalli preziosi del XVI e XVII secolo, e la Janua Major, la porta di bronzo originale del Duomo.
Infine, un'ala del palazzo ospita l'Università Cattolica, fondata nel 1970 dall'arcivescovo Raffaele Calabria.